# Enlight Software
Enlight Software – przedsiębiorstwo zajmujące się produkcją i wydawaniem gier komputerowych, założone w 1993 roku, z siedzibą w Hongkongu. Założycielem Enlight Software jest Trevor Chan, projektant gier komputerowych specjalizujący się głównie w symulacjach ekonomicznych.
Pierwszą grą autorstwa studia był stworzony przez Chana Capitalism (1995), który umożliwiał graczowi stworzenie własnego, wielkiego przedsiębiorstwa i kierowanie nim we wszelkich aspektach związanych z zarządzaniem firmą – od wytwarzania produktów, przez organizację badań naukowych, wynajdowanie innowacji przemysłowych i działania marketingowe, aż po sprzedaż gotowych dóbr. Capitalism stanowił innowacyjne spojrzenie na zasady funkcjonowania kapitalizmu oraz procesy zachodzące w gospodarce i indywidualnych przedsiębiorstwach. Kolejnym dziełem Chana była gra strategiczna Seven Kingdoms (1997), inspirowane Civilization połączenie zarządzania wielkim imperium z rozgrywką w czasie rzeczywistym. W 1999 roku ukazała się jej kontynuacja pod nazwą Seven Kingdoms II, a w 2001 roku – Capitalism II, rozbudowana wersja debiutanckiego dzieła Chana, która została pozytywnie przyjęta przez krytyków. Swój dorobek Trevor Chan uzupełnił produkcjami: Hotel Giant (2002) o zarządzaniu hotelem oraz Restaurant Empire (2003) o budowaniu sieci lokalów gastronomicznych.
W 2004 roku Enlight Software wyprodukowało kolejną symulację menedżerską, Zoo Empire autorstwa Andy'ego Grimbala; Chan wbrew swojemu doświadczeniu w grach ekonomicznych zdecydował się na stworzenie historycznej gry akcji z elementami fabularnymi, Wars and Warriors: Joan of Arc (w Polsce wydanej pod nazwą Joanna d'Arc), jednak ta próba uniknięcia zaszufladkowania zebrała mierne recenzje krytyków. W 2005 roku ukazała się symulacja parku morskiego Marine Park Empire autorstwa Chu Tim Kina, również przeciętnie przyjęta przez krytyków.
W 2004 roku Enlight Software nawiązało współpracę z amerykańskim projektantem Americanem McGee. Jej efekt okazał się nieudany: Bad Day L.A. (2006), satyra na społeczeństwo Stanów Zjednoczonych, zebrała przeważnie niepochlebne recenzje. Kontynuacje przebojowych gier studia: Hotel Giant 2 (2008), Seven Kingdoms: Conquest (2009) i Restaurant Empire II (2009), również w mniejszym lub większym stopniu okazały się porażkami. Poza produkcją gier Enlight Software zajmuje się wydawaniem na rynek amerykański produktów innych studiów, między innymi serii gier wyścigowych TrackMania autorstwa Nadeo i X2: The Threat autorstwa studia Egosoft.